# José Pedro Viegas Barros
José Pedro Viegas Barros (nascut el 1957 a l'Argentina) és un lingüista i filòleg argentí especialista en les llengües indígenes de l'Argentina i Sud-amèrica. Actualment és Investigador Adjunt del CONICET. També treballa en l'Institut de Lingüística de la Universitat de Buenos Aires.
Els seus articles sobre lingüística diacrònica i descriptiva de les llengües indígenes de l'Argentina i Sud-amèrica són nombrosos i, en molts casos, fonamentals per al coneixement del patrimoni lingüístic d'aquesta regió. De la seva obra, destaquen els llibres La lengua chaná: Patrimonio cultural de Entre Ríos (2013) i Proto-Guaicurú: Una reconstrucción fonológica, léxica y morfológica (2013).

## Obres seleccionades

### Llibres
- La lengua chaná: Patrimonio cultural de Entre Ríos (2013)
- Proto-Guaicurú: Una reconstrucción fonológica, léxica y morfológica (2013)

### Articles
- "La hipótesis de parentesco Guaicurú-Mataguayo: estado actual de la cuestión"
- "Un texto ritual en chaná"
- "Algunas semejanzas gramaticales macro-guaicurú-macro-je"
- Viegas Barros, J. P.. «Evidencias del parentesco de las lenguas lule y vilela». A: Colección Folklore y Antropología, 4.  Santa Fe: Subsecretaría de Cultura, Dirección Provincial de Gestión Cultural, 2001, p. 15-21.. ISBN.
- Viegas-Barros, José Pedro. «Dialectología qawasqar.», 1990. Arxivat de l'original el 19 de novembre de 2006. [Consulta: 12 agost 2007].
- Viegas Barros, J. Pedro (2007): «Una propuesta de fonetización y fonemización tentativas de las hablas huarpes». Arxivat 2016-03-05 a Wayback Machine. Buenos Aires (Argentina): Universidad de Buenos Aires, 2007.
- Viegas-Barros, José Pedro «La familia lingüística tehuelche». Revista Patagónica, 54, 1992, pàg. 39-46 [Consulta: 18 agost 2016].
- Viegas Barros, Pedro. 2002. Fonología del Proto-Mataguayo: Las fricativas dorsales. Mily Crevels, Simon van de Kerke, Sérgio Meira & Hein van der Voort (eds.), Current Studies on South American Languages [Indigenous Languages of Latin America, 3], p. 137-148. Leiden: Research School of Asian, African, and Amerindian Studies (CNWS).
- Viegas Barros, J. Pedro (2006). Proto-Lule-Vilela: Una Reconstrucción Fonológica Preliminar. Comisión “Lenguas Chaqueñas” del 52 Congreso Internacional de Americanistas. Sevilla (España): Universidad de Sevilla. 17-21 de julio de 2006.

### Manuscrits
- Viegas Barros, José Pedro. 2004. Guaicurú no, macro-Guaicurú sí: Una hipótesis sobre la clasificación de la lengua Guachí (Mato Grosso do Sul, Brasil). Ms. 34pp.